# Classe alta

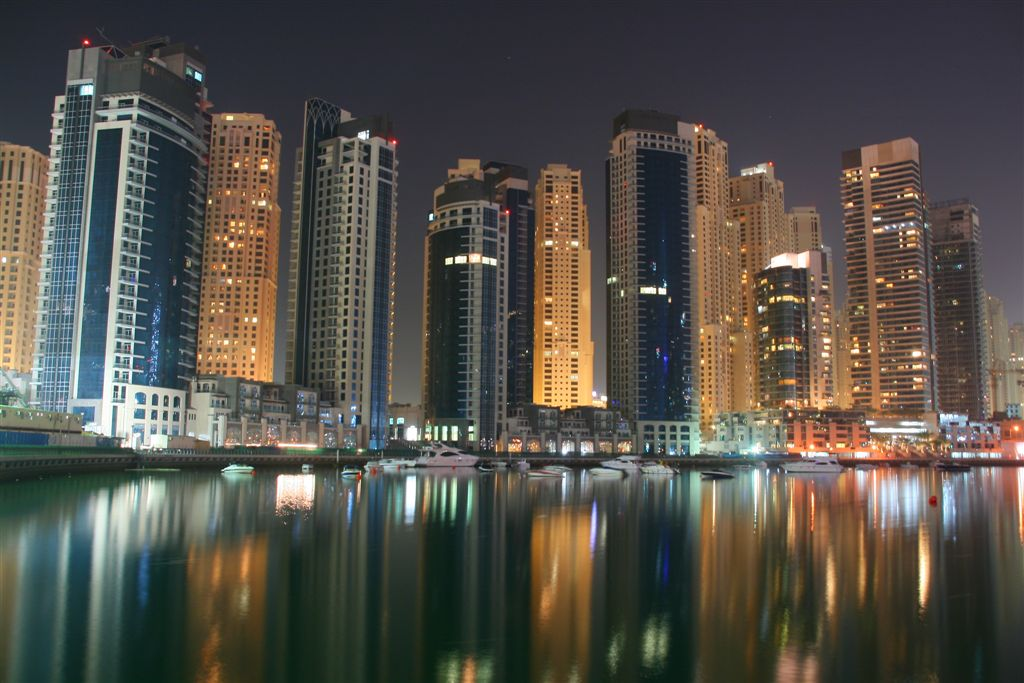
As famílias ricas modernas preferem residir em espaçosos e modernos edifícios nos chamados bairros nobres.

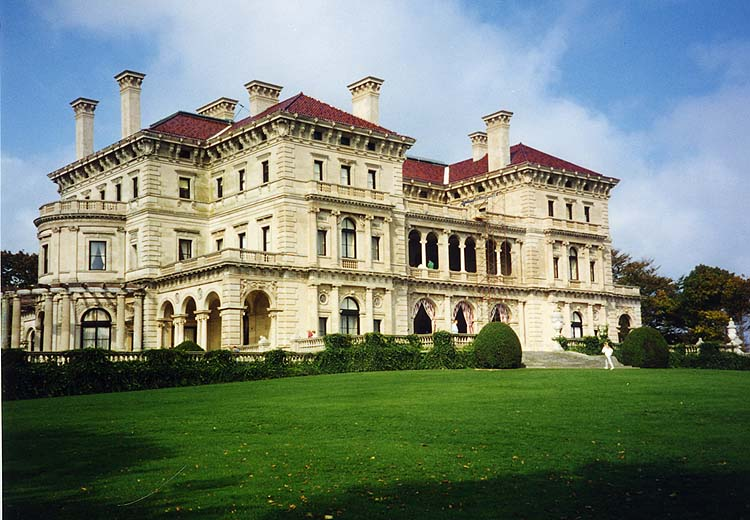
As famílias ricas mais tradicionais geralmente residem em antigas mansões, palacetes e solares, que muitas vezes contam a história da família.

Classe alta ou classe A é uma classe social presente no capitalismo moderno que se convencionou tratar como possuidora de um poder aquisitivo e de um padrão de vida e de consumo além do razoável, de forma a não apenas suprir suas necessidades de sobrevivência como também a permitir-se formas variadas de lazer e cultura, é comum chegar aos padrões de consumo eventualmente considerados exagerados.
O conceito de classe alta pode ser associado na era pré-capitalista na forma de patrícios e nobreza, mas econômica e historicamente o conceito que hoje se utiliza surgiu com os pensadores liberais clássicos após a revolução industrial como Jean-Baptiste Say (1767–1832), Charles Comte (1782–1838) e Charles Dunoyer (1786–1862), e até hoje é a classe ligada a propriedade  industrial que constitui o cerne desta classe.
No mundo pós moderno, dado o alto consumo e crescimento em escala mundial da indústria do entretenimento, pessoas sem estudos profundos também chegam a esta elite de alta renda por meio da fama, como é o caso de alguns atores, músicos, escritores, apresentadores, modelos e atletas. São, dentre outras, as chamadas socialites.
Nos Estados Unidos da América, essa classe compõe cerca de 1% da população total do país e retêm em torno de 30% de todas as riquezas. Têm renda igual ou superior a US$ 200.000 anuais (US$ 16.000 por mês).
Para o sociólogo Gilberto Freyre, a elite brasileira, especialmente os senhores de engenho Pernambucanos e seus descendentes, tem ou tiveram um papel fundamental no processo civilizatório brasileiro. Em sua obra ''Casa Grande e Senzala'', considerada reacionária por alguns, Freyre distingue o comportamento de Senhores de Engenho e seus descendentes (elite) e dos escravos e seus descendentes (pobres), que para ele seriam fator de manutenção das estruturas coloniais no Brasil do século XX.

## Definição estatística (no Brasil)
Pela definição adotada pela Associação Brasileira de Empresas de Pesquisa (ABEP), o pertencimento a classe alta, ou A, é determinado através de um sistema que atribui pontos conforme a posse de bens, número de cômodos no domicílio e nível de instrução da pessoa responsável pelo domicílo, independentemente do rendimento monetário aferido.
Já o Instituo Brasileiro de Geografia e Estatística (IBGE), não utiliza os conceitos de "classe alta" ou de "classe A", mas costuma dividir a população em grupos segundo a faixa de rendimento domiciliar per capita.